# Sol de mitjanit (novel·la)
Sol de mitjanit (títol original en anglès, Midnight sun) és una prolongació de la saga Crepuscle de Stephenie Meyer. Es tractaria d'una reescritura de la primera novel·la de la saga, titulada també Crepuscle, però escrita en primera persona per l'Edward Cullen, des del seu punt de vista, en comptes del de l'Isabella Swan. De moment, Meyer assegura que és l'única de les quatre novel·les de la saga que pensa reescriure des d'una altra perspectiva. La història sembla que ja estava començada l'any 2008, i va deixar llegir-ne alguns capítols a Catherine Hardwicke, directora de la pel·lícula basada en la primera novel·la, Crepuscle, així com a Robert Thomas-Pattinson, l'actor que interpreta el personatge d'Edward.